# Aliança Nacional de Forces Democràtiques
L'Aliança Nacional de Forces Democràtiques fou una institució transversal creada l'octubre del 1944 per organitzacions espanyoles ideològicament diverses (republicanes, socialistes i cenetistes) que tenien en comú haver lluitat al bàndol republicà durant la Guerra Civil. El seu objectiu fundacional era reinstaurar altre cop la segona república a Espanya. Pocs mesos després la institució es constituïa també a Catalunya, el maig de 1945, amb la participació de bona part de les organitzacions nacionalistes i el POUM, o el que en quedava, fet que catalitzaria la institució el mes de desembre del Consell Nacional de la Democràcia Catalana. De totes maneres un cop passaren els primers anys des de la 2a Guerra Mundial l'esperança que els aliats ajudessin a fer caure també la dictadura franquista s'esvaïren.